# Jekatierina Kurakowa
Jekatierina „Katia” Andriejewna Kurakowa, Ekaterina Kurakova (ros. Екатерина Андреевна Куракова; ur. 24 czerwca 2002 w Moskwie) – rosyjsko-polska łyżwiarka figurowa, od czerwca 2019 reprezentująca Polskę, startująca w konkurencji solistek; uczestniczka igrzysk olimpijskich (2022), uczestniczka mistrzostw Europy, zwyciężczyni zawodów z cyklu Challenger Series i sześciokrotna mistrzyni Polski (2019, 2020, 2021, 2022, 2023, 2024).

## Kariera
Reprezentując Rosję, dwukrotnie triumfowała w zawodach Mentor Toruń Cup (2016, 2017) w kategorii juniorów. Po zawodach w 2017 rodzice Kurakowej oraz sama zawodniczka wyrazili chęć reprezentowania przez nią Polski i treningów w klubie Axel Toruń, ze względu na dużą konkurencję wśród solistek w Rosji. Polski Związek Łyżwiarstwa Figurowego wystosował pismo do Międzynarodowej Unii Łyżwiarskiej w sprawie uzyskania certyfikatu pozwalającego na reprezentowanie przez zawodniczkę na zawodach międzynarodowych kraju innego niż ten, którego paszport posiada. Już w 2017 Kurakowa rozpoczęła treningi w toruńskim klubie, a następnie przeniosła się do Toronto, aby trenować pod okiem Kanadyjczyka Briana Orsera. W grudniu 2018 zadebiutowała w mistrzostwach Polski, gdzie podczas mistrzostw czterech narodów 2019 zdobyła złoty medal (zostając mistrzynią Polski 2019) z notą łączną 178,80 pkt.
Jako reprezentantka Polski zadebiutowała 27 lipca 2019 podczas seniorskich zawodów Minto Summer Skate, które wygrała mimo wykonania programu krótkiego do muzyki z jej programu dowolnego (powodem było złe nagranie płyty w studio). 5 września 2019 zadebiutowała jako reprezentantka Polski w międzynarodowych zawodach z cyklu Junior Grand Prix w Rydze, zdobywając 58,65 punktów za program krótki (6. miejsce). Następnego dnia zdobyła 117,32 pkt za program dowolny, co dało jej 5. miejsce w zawodach z notą łączną 175,97 pkt. Był to najlepszy występ reprezentantki Polski w cyklu zawodów JGP od 18 lat.
11 października 2019 otrzymała polskie obywatelstwo i została uczestniczką programu „Team100” dla najbardziej perspektywicznych polskich sportowców.
Na mistrzostwach Europy 2020 zajęła 10. miejsce. Dwa miesiące później sezon zakończyła w pierwszej 10 mistrzostw świata juniorów, gdzie uplasowała się na 7. pozycji.
W sezonie 2020/2021 otrzymała możliwość startu w zawodach z cyklu Grand Prix, Skate Canada International 2021, z których później się wycofała. Ze względu na obostrzenia związane z pandemią COVID-19 była zmuszona zrezygnować z treningów w Kanadzie (u Briana Orsera), co negatywnie wpłynęło na jej formę. Samodzielne treningi pozwoliły jej na zdobycie trzeciego tytułu mistrzyni Polski, ale nie wystarczyły do wywalczenia kwalifikacji olimpijskiej na mistrzostwach świata 2021 w Sztokholmie, gdzie zajęła dopiero 32. miejsce i odpadła po programie krótkim. Polski Związek Łyżwiarstwa Figurowego nie zrezygnował ze wspierania jej kariery i kilka miesięcy później Kurakowa wyjechała do Włoch, gdzie rozpoczęła treningi u Lorenzo Magriego. 
Sezon olimpijski 2021/2022 rozpoczęła od startów w zawodach z cyklu Challenger Series. Zajęła drugie miejsce na Lombardia Trophy 2021 i Nebelhorn Trophy 2021, gdzie srebrny medal zapewnił jej kwalifikację olimpijską na Zimowe Igrzyska Olimpijskie 2022 w Pekinie. W niemieckich zawodach kwalifikację zapewniało pierwsze sześć miejsc, a polska solistka zajmowała dopiero szóstą lokatę po programie krótkim. Poprawnie wykonany program dowolny jednak pozwolił jej na przesunięcie się na podium. Udział Kurakowej na igrzyskach w 2022 był powrotem polskiej solistki do zmagań w zawodach tej rangi po 12 latach. W pierwszej części sezonu zdobyła także brązowy medal na Warsaw Cup 2021 oraz dwukrotnie plasowała się na dziewiątej pozycji w zawodach z cyklu Grand Prix, Skate America i Rostelecom Cup. W międzyczasie po raz czwarty z rzędu została mistrzynią Polski. Na początku stycznia 2022 wzięła udział w mistrzostwach Europy 2022 w Tallinnie, gdzie zaprezentowała nowy program krótki do Walca sentymentalnego Czajkowskiego i pobiła punktowe rekordy życiowe w obu segmentach i nocie łącznej. Zajęła piąte miejsce, najwyższe w historii dotychczasowych startów polskich solistek w mistrzostwach Europy.
W 2024 otrzyma brązowy medal za zajęcie trzeciego miejsca na Mistrzostwach Europy w łyżwiarstwie figurowym 2022 w programie dowolnym. Decyzja o przyznaniu jej medalu jest konsekwencją dyskwalifikacji Kamiły Walijewej za doping, co skutkowało aktualizacją wyników, po czym Kurakowa, początkowo zajmująca czwarte miejsce, awansowała o jedno miejsce

### Życie prywatne
Mówi biegle po polsku, rosyjsku i angielsku. W 2020 roku podjęła studia na kierunku trenerskim. Ma starszego brata Aleksandra.

## Osiągnięcia

### Polska

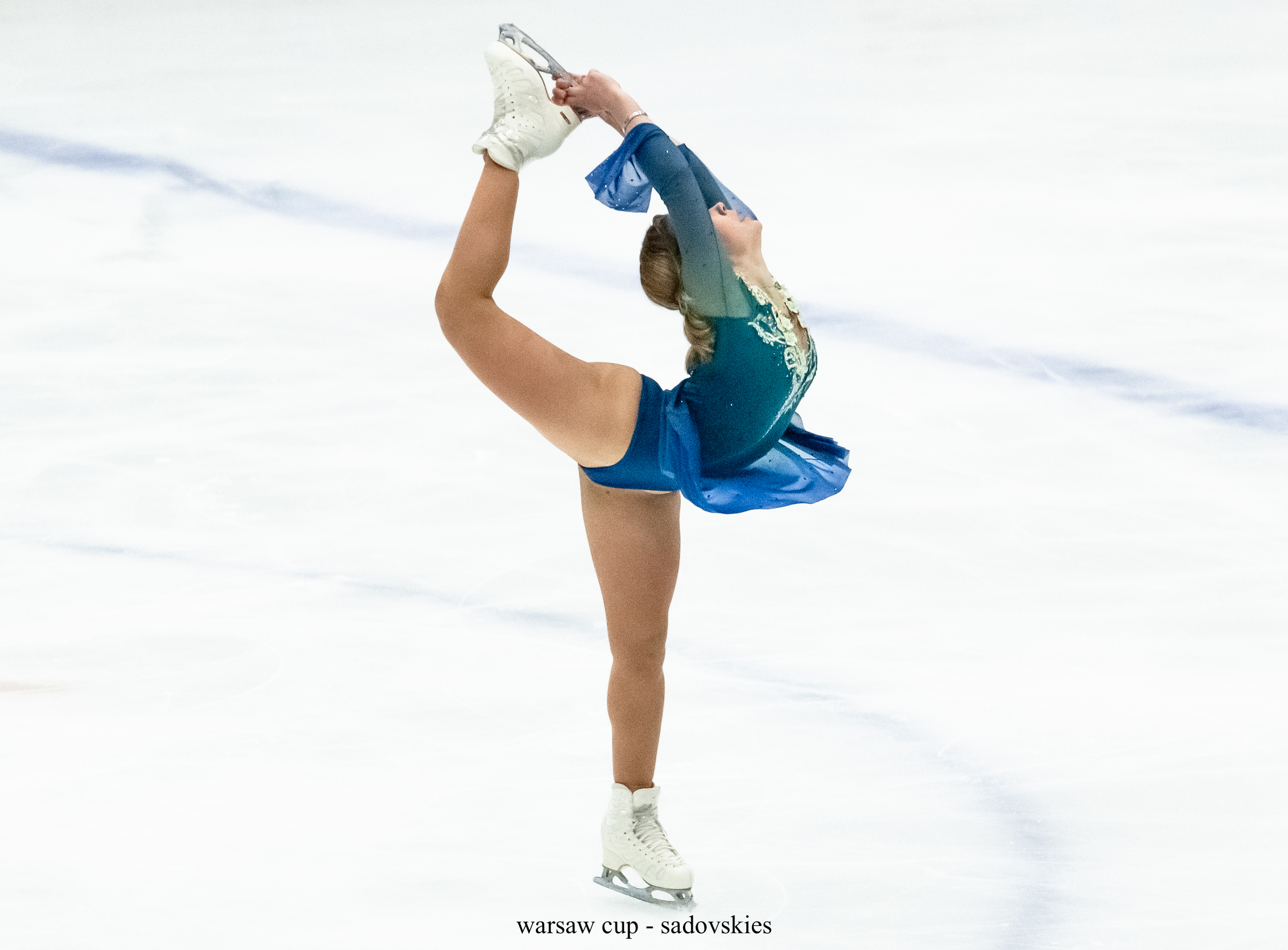
Warsaw Cup 2023

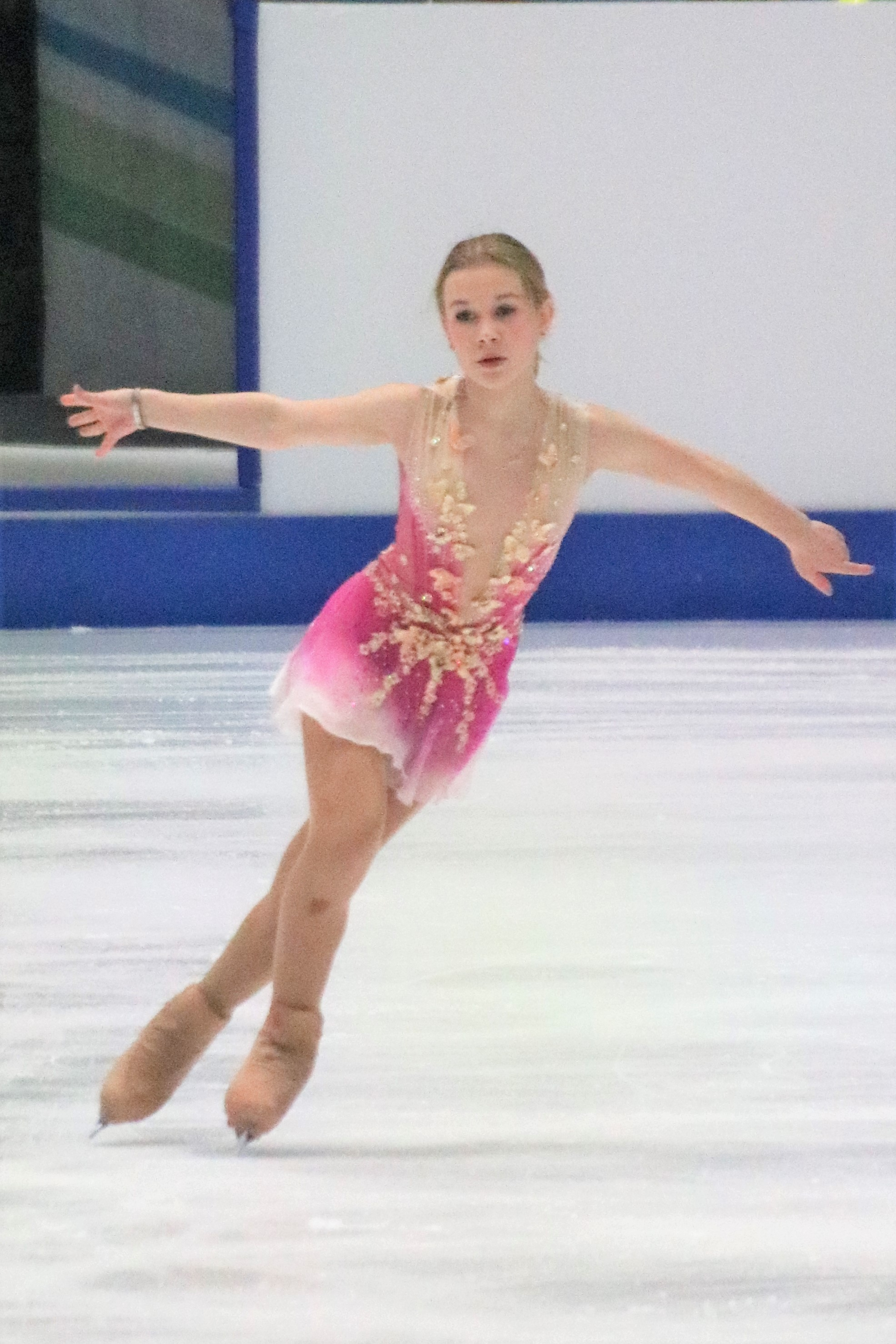
Program dowolny Le Corsaire medley na mistrzostwach Europy 2020

| Zawody                                | 18–19          | 19–20          | 20–21          | 21–22                                | 22–23          | 23–24          | 24-25          |                |                |                |                |                |                |                |                |                |                |
| Międzynarodowe                        | Międzynarodowe | Międzynarodowe | Międzynarodowe | Międzynarodowe                       | Międzynarodowe | Międzynarodowe | Międzynarodowe | Międzynarodowe | Międzynarodowe | Międzynarodowe | Międzynarodowe | Międzynarodowe | Międzynarodowe | Międzynarodowe | Międzynarodowe | Międzynarodowe | Międzynarodowe |
| ------------------------------------- | -------------- | -------------- | -------------- | ------------------------------------ | -------------- | -------------- | -------------- | -------------- | -------------- | -------------- | -------------- | -------------- | -------------- | -------------- | -------------- | -------------- | -------------- |
| Zimowe igrzyska olimpijskie           |                |                |                | 12                                   |                |                |                |                |                |                |                |                |                |                |                |                |                |
| Mistrzostwa świata                    |                | C              | 32             | 13                                   | 16             | 11             | 21             |                |                |                |                |                |                |                |                |                |                |
| Mistrzostwa Europy                    |                | 10             | C              | 4(po dyskwalifikacji Kamili Valievy) | 4              | 25             | 8              |                |                |                |                |                |                |                |                |                |                |
| GP Cup of China                       |                |                |                |                                      |                | 7              |                |                |                |                |                |                |                |                |                |                |                |
| GP MK John Wilson Trophy              |                |                |                |                                      | 5              |                |                |                |                |                |                |                |                |                |                |                |                |
| GP Rostelecom Cup                     |                |                |                | 9                                    |                |                |                |                |                |                |                |                |                |                |                |                |                |
| GP Skate America                      |                |                |                | 9                                    | 5              | 7              |                |                |                |                |                |                |                |                |                |                |                |
| GP Skate Canada International         |                |                | WD             |                                      |                |                | 9              |                |                |                |                |                |                |                |                |                |                |
| CS Lombardia Trophy                   |                |                |                | 2                                    | 3              | 4              |                |                |                |                |                |                |                |                |                |                |                |
| CS Memoriał Ondreja Nepeli 2023       |                |                |                |                                      |                | 4              |                |                |                |                |                |                |                |                |                |                |                |
| CS Nebelhorn Trophy                   |                |                |                | 2                                    |                |                |                |                |                |                |                |                |                |                |                |                |                |
| CS Warsaw Cup                         |                | 1              | C              | 3                                    | 1              | 1              | 1              |                |                |                |                |                |                |                |                |                |                |
| Mentor Toruń Cup                      |                | 1              |                |                                      |                |                |                |                |                |                |                |                |                |                |                |                |                |
| Minto Summer Skate                    |                | 1              |                |                                      |                |                |                |                |                |                |                |                |                |                |                |                |                |
| Zimowa Uniwersjada                    |                |                |                |                                      | 5              |                |                |                |                |                |                |                |                |                |                |                |                |
| Międzynarodowe: Kategorie młodzieżowe |                |                |                |                                      |                |                |                |                |                |                |                |                |                |                |                |                |                |
| Mistrzostwa świata juniorów           |                | 7              |                |                                      |                |                |                |                |                |                |                |                |                |                |                |                |                |
| JGP na Łotwie                         |                | 5              |                |                                      |                |                |                |                |                |                |                |                |                |                |                |                |                |
| JGP w Polsce                          |                | 7              |                |                                      |                |                |                |                |                |                |                |                |                |                |                |                |                |
| Krajowe                               |                |                |                |                                      |                |                |                |                |                |                |                |                |                |                |                |                |                |
| Mistrzostwa Polski                    | 1              | 1              | 1              | 1                                    | 1              | 1              |                |                |                |                |                |                |                |                |                |                |                |
| Mistrzostwa Polski juniorów           | 1              | 1              |                |                                      |                |                |                |                |                |                |                |                |                |                |                |                |                |

### Rosja
| Zawody                                | 13–14                                 | 14–15                                 | 15–16                                 | 16–17                                 | 17–18                                 |                                       |                                       |                                       |                                       |                                       |                                       |                                       |                                       |                                       |                                       |                                       |                                       |                                       |
| Międzynarodowe: Kategorie młodzieżowe | Międzynarodowe: Kategorie młodzieżowe | Międzynarodowe: Kategorie młodzieżowe | Międzynarodowe: Kategorie młodzieżowe | Międzynarodowe: Kategorie młodzieżowe | Międzynarodowe: Kategorie młodzieżowe | Międzynarodowe: Kategorie młodzieżowe | Międzynarodowe: Kategorie młodzieżowe | Międzynarodowe: Kategorie młodzieżowe | Międzynarodowe: Kategorie młodzieżowe | Międzynarodowe: Kategorie młodzieżowe | Międzynarodowe: Kategorie młodzieżowe | Międzynarodowe: Kategorie młodzieżowe | Międzynarodowe: Kategorie młodzieżowe | Międzynarodowe: Kategorie młodzieżowe | Międzynarodowe: Kategorie młodzieżowe | Międzynarodowe: Kategorie młodzieżowe | Międzynarodowe: Kategorie młodzieżowe | Międzynarodowe: Kategorie młodzieżowe |
| ------------------------------------- | ------------------------------------- | ------------------------------------- | ------------------------------------- | ------------------------------------- | ------------------------------------- | ------------------------------------- | ------------------------------------- | ------------------------------------- | ------------------------------------- | ------------------------------------- | ------------------------------------- | ------------------------------------- | ------------------------------------- | ------------------------------------- | ------------------------------------- | ------------------------------------- | ------------------------------------- | ------------------------------------- |
| Mentor Toruń Cup                      |                                       |                                       |                                       | 1 J                                   | 1 J                                   |                                       |                                       |                                       |                                       |                                       |                                       |                                       |                                       |                                       |                                       |                                       |                                       |                                       |
| Bavarian Open                         | 1 N                                   | 1 N                                   |                                       |                                       |                                       |                                       |                                       |                                       |                                       |                                       |                                       |                                       |                                       |                                       |                                       |                                       |                                       |                                       |
| Minsk-Arena Ice Star                  |                                       | 1 N                                   |                                       |                                       |                                       |                                       |                                       |                                       |                                       |                                       |                                       |                                       |                                       |                                       |                                       |                                       |                                       |                                       |
| Tallinn Trophy                        |                                       | 1 N                                   |                                       |                                       |                                       |                                       |                                       |                                       |                                       |                                       |                                       |                                       |                                       |                                       |                                       |                                       |                                       |                                       |
| Krajowe                               |                                       |                                       |                                       |                                       |                                       |                                       |                                       |                                       |                                       |                                       |                                       |                                       |                                       |                                       |                                       |                                       |                                       |                                       |
| Mistrzostwa Rosji juniorów            |                                       |                                       | 15 J                                  | 9 J                                   |                                       |                                       |                                       |                                       |                                       |                                       |                                       |                                       |                                       |                                       |                                       |                                       |                                       |                                       |

## Programy
| Sezon   | Program krótki (SP) | Program dowolny (FS) |
| ------- | --- | --- |
| 2021–22 | - Walc sentymentalny – Piotr Czajkowski choreografia: Benoît Richaud - Steppe – René Aubry choreografia: Benoît Richaud          | - Charlie Chaplin medley – Charlie Chaplin - The Terry Theme (z filmu Światła rampy) - La Violetera (z filmu Światła wielkiego miasta) - Je cherche après Titine (z filmu Dzisiejsze czasy) - Awakening (z filmu Światła rampy) - Smile (z filmu Dzisiejsze czasy) choreografia: Benoît Richaud |
| 2020–21 | - Janet Jackson medley – Janet Jackson - Together Again - Strawberry Bounce - Nasty - Rhythm Nation choreografia: Benoît Richaud | - Charlie Chaplin medley – Charlie Chaplin - The Terry Theme (z filmu Światła rampy) - La Violetera (z filmu Światła wielkiego miasta) - Je cherche après Titine (z filmu Dzisiejsze czasy) - Awakening (z filmu Światła rampy) - Smile (z filmu Dzisiejsze czasy) choreografia: Benoît Richaud |
| 2019–20 | - La vie en rose – Édith Piaf choreografia: David Wilson                                                                         | - Le Corsaire medley – Riccardo Drigo - Pas de deux - Medora's variation choreografia: David Wilson |